# Oranga blad
Oranga blad è l'album di debutto della cantante svedese Tekla, pubblicato nel 1992 su etichetta discografica MNW Records.

## Tracce
1. Hjälp mig – 4:21
2. Jag måste gå nu – 3:31
3. Vet du vem jag är? – 3:50
4. Jag vill ha barn med dig – 2:55
5. Vägen tillbaks – 6:06
6. Tror du jag har glömt bort det? – 6:06
7. Letar efter nån som kan spela gitarr – 5:24
8. Jag vill att du skall se – 4:47
9. Vill aldrig bli stor – 3:24
10. Nånting helt för sig själv – 5:04
11. Vill du veta hur det känns? – 4:30
12. Oranga blad – 3:26

## Classifiche
| Classifica (1992) | Posizione massima |
| ----------------- | ----------------- |
| Svezia            | 50                |